# Hypolimnas euphonoides
Hypolimnas euphonoides är en fjärilsart som beskrevs av Edward Bagnall Poulton 1923. Hypolimnas euphonoides ingår i släktet Hypolimnas och familjen praktfjärilar. Inga underarter finns listade i Catalogue of Life.